# Alticola
Alticola és un gènere de rosegadors de la família dels cricètids oriünds de les serralades d'Àsia. Ocupen nínxols ecològics semblants als del talpó de tartera, però no hi estan relacionats directament. Tenen una llargada de cap a gropa de 8-14 cm i una cua de 2-5 cm. El seu pelatge dorsal és gris o marró i el ventral és blanc. Viuen a altituds d'entre 900 i 5.700 msnm. El nom genèric Alticola significa ‘habitant de les parts altes’ en llatí.